# Mirage (Eskelin-Alcorn-Formanek-Album)
Mirage ist ein Musikalbum von Ellery Eskelin, Susan Alcorn und Michael Formanek. Die live am 9. November 2011 im Fine Arts Center an der Towson University in Baltimore, Maryland entstandenen Aufnahmen erschienen 2013 auf Clean Feed Records.

## Hintergrund
Der großartige Country-Pedal-Steel-Spieler Buddy Emmons hatte eine ernsthafte Begegnung mit Jazz (wie sein locker swingendes Verve-Album Steel Guitar Jazz aus dem Jahr 1963 beweise), aber ansonsten habe das Instrument in diesem Genre keine große Rolle gespielt, meint Lloyd Sachs. Auch das Album Mirage, auf dem die Pedal-Steel-Innovatorin Susan Alcorn mit dem Tenorsaxophonisten Ellery Eskelin und dem Bassisten Michael Formanek zusammenarbeitet, sei nicht immer von Jazz geprägt. Seine üppige Atmosphäre und malerischen Effekte erinnerten häufig an Filmmusik oder moderne klassische Musik.

## Titelliste
- Ellery Eskelin, Susan Alcorn, Michael Formanek – Mirage (Clean Feed CF271CD)[2]

1. Rain Shadow	5:50
2. Meridian	6:22
3. Divergence	4:28
4. Saturation	4:49
5. Absolute Zero	3:43
6. Refraction	3:28
7. Occlusion	5:17
8. Downburst	27:21
9. Mirage	5:33

Die Kompositionen stammen von Ellery Eskelin, Susan Alcorn und Michael Formanek.

## Rezeption

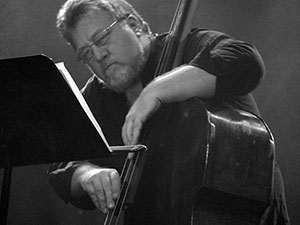
Michael Formanek (2014)

Obwohl in dieser Trio-Session das charakteristische und innovative Spiel Ellery Eskelins zum Vorschein kommt, würde die Wahl der Partner des Tenorsaxophonisten zu einer höchst eigenwilligen und originellen Platte führen, schrieb Ken Waxman in JazzWord. Mirage verbinde kühn Eskelins hauchende Töne und Michael Formaneks klobige Kontrabass-Impulse mit den Resonanzen von Susan Alcorns Pedal-Steel-Gitarre. Anstelle einer Klanglandschaft, die an Country-Elemente erinnert, würde das Ergebnis einen Platz für die Tremolo-Texturen der Pedal Steel-Gitarre im Bereich der absoluten Improvisation finden. Alcorn befinde sich seit langem auf einem „Ein-Frau-Kreuzzug“, um die Steelgitarre aus dem Country-&-Western-Ghetto zu holen und sie in der weiteren Welt des Improvisierens vorzustellen.
Alcorn verfüge über eine bemerkenswerte Bandbreite auf ihrem Instrument, schrieb Lloyd Sachs in JazzTimes; ihr Spiel könne die warmen hawaiianischen Ursprünge widerspiegeln oder mit seinen zackigen Effekten an James Blood Ulmer erinnern. Eskelin, immer in seinem Element (dies sei sein dritter starker Trio-Auftritt des Jahres 2013, zusammen mit Veröffentlichungen seines eigenen Trio New York und Harris Eisenstadts September Trio), würde seinen klassischen Tenorton anwenden, halte aber seine Kraft in Reserve. Formanek wiederum habe eine so einladende Stimme, dass man sich manchmal wünsche, die Wolken würden sich teilen und ihn für eine lange Zeit solo spielen lassen. In solch herausragender Gesellschaft offenbare Alcorn ihr Talent als erstklassige freie Improvisatorin und Kollaborateurin.
Das Album habe eine faszinierende Kadenz, auch wenn es Geschwindigkeiten erreicht, die man nicht unbedingt mit einer solchen Eigenschaft in Verbindung bringen würde, schrieb Aaron Novik in seinem Blog Bird Is the Worm. Wenn sich beispielsweise der Eröffnungstrack „Rain Shadow“ in einen außer Kontrolle geratenen Zug verwandle, erschüttere er nicht die friedliche Stimmung, mit der er begonnen hat. Und „Meridian“ gehe vorsichtig voran, als würde das Trio einen stockdunklen Raum durchqueren, und doch vermittle das Zusammenfließen ihres Sounds den Eindruck, als ob sie ihren Zustand der Blindheit Hand in Hand überwinden würden. Bassist Formanek diene oft als Gravitationszentrum des Trios. Manchmal passe sein stärkerer Pol zu Eskelins flatternden Saxophonlinien. Formaneks Coll’arco-Spiel hingegen würden verträumt mit dem schimmernden Strom von Alcorns Pedal-Steel-Gitarre verschmelzen.